# Реда (місто Ємену)
Реда або журналісти часто пишуть Рада (араб. رداع) — місто-фортеця та один з найважливіших центрів у мугафазі Аль-Бейда, на півдні Ємену. Реда — адміністранівний центр мудірії Реда. 

## Географія
Місто лежить за 180 км на південь від столиці Сана. Основна дорога на південь від Сани, що веде до міст Таїз та Аден, розходиться в місті Дамар у південно-західному напрямку до міста Аль-Бейда. Прямуючи цією дорогою, можна побачити місто-фортецю Рада. На північ від міста Реда підноситься конус наймолодшого вулкана країни Аль-Лісі, навколо якого є невелика геотермальна область.

## Історія
Місто було столицею маловідомого Тагірідского королівства (1454—1517 роках), яке відвоювало міста Аден та Забід у колись впливової династії Расулідів. Незважаючи на те, що нині Реда є важливим торговим і адміністративним центром, вона, як і раніше, має особливу атмосферу, славиться своїми будинками й побудованою з глиняних цеглин цитаделлю (тепер будівля в'язниці).

## Пам'ятки
Візитівка міста Реда — унікальна за своєю архітектурою мечеть Аль-Амірійа (орієнтовно XV століття), що височіє в самому центрі Старого міста, частково оточеного кам'яною стіною. Мечеть Амарія була побудована приблизно в 1512 (згідно німецької Вікі в 1504 році) в особливому стилі, унікальність якого полягає в тому, що у неї немає мінарету. Вона стоїть на підвищенні, відкриваючи свої склепіння лоджії і кіблах. У залі для обмивань є стародавні колони Хімьярітского періоду. Мечеть відреставрована в 1990 році. Певний час (кінець 2012, початок 2013 року) мечеть не використовується за своїм прямим призначенням, тому навіть немусульманам дозволено вільно увійти під її склепіння й помилуватися на цей зразок типово єменської архітектури зсередини.
Будівлі в Реда споруджують із цеглин і обмазують зовні сірою глиною. Причому шар зовнішньої «штукатурки» щороку оновлюють, що надає місцевим будовам з їх характерними красивими вікнами з потрійними арочними склепіннями досить святковий вигляд.

## Населення
Населення міста на 2012 рік становило 57 212 осіб.